# Turdus swalesi
Turdus swalesi е вид птица от семейство Turdidae. Видът е застрашен от изчезване.

## Разпространение
Разпространен е в Доминиканска република и Хаити.